# Día de Yap

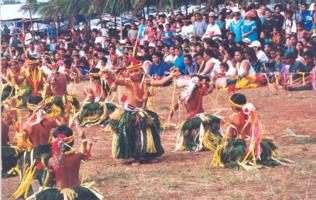
Bailarinas yapesas celebran el Día de Yap

El Día de Yap es un día festivo legal en el Estado de Yap, uno de los cuatro estados de los Estados Federados de Micronesia (FSM), que se celebra anualmente el 1 de marzo. Es una celebración de la cultura tradicional del pueblo yapés. Las actividades comunes que se llevan a cabo durante este tiempo incluyen competiciones y bailes tradicionales.

## Historia
En 1968, el Congreso de las Islas Yap creó el Día del Distrito de Yap para preservar la cultura yapesa. Se eligió la fecha del 1 de marzo porque se consideraba la estación «más agradable» del año por su aridez. El nombre del evento fue cambiado a Día de Yap en marzo de 1979.
En 1990, las actividades del Día de Yap  incluían correr, andar en bicicleta, hacer malabares, tirar de la cuerda, pelar cocos y tejer canastas. También se celebraron cinco bailes. La mayoría de estas actividades y danzas estaban dirigidas a preservar la cultura de Yap propiamente dicha.
En 1999, el Día de Yap se llevó a cabo como una celebración de tres días a partir del 28 de febrero. Se informó que esto se hizo para acomodar el horario escolar de los niños, aunque los observadores también señalaron que esto también coincidía con los horarios de los vuelos turísticos de Yap. La ceremonia de apertura se realizó casi en su totalidad en yapés. Se realizaron diferentes bailes para los niños, niñas, mujeres y hombres, incluyendo bailes de pie, bailes sentados y bailes de palo. Las actividades también incluyeron juegos culturales para los niños, como tiro al blanco o tejido de canastas. Las cabinas alrededor de la pista de baile representaban las islas exteriores de Yap, y organizaciones internacionales como el Cuerpo de Paz. Otros puestos vendían comida.
En 2002, el Día de Yap se transmitió por la radio a través de los Estados Federados de Micronesia y por el estado de Yap en la televisión.

## Eventos

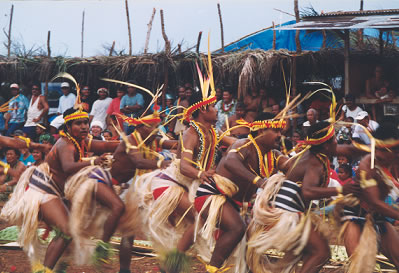
Hombres Yap es celebrando el Día de Yap

Cada año, un pueblo diferente alberga el Mit-mit y ofrece comida tradicional y occidental. Antes del Día de Yap, las aldeas ensayan bailes tradicionales, que sirven como un modo de narración. Los isleños externos tienen prohibido participar en bailes, aunque pueden asistir. Las competiciones incluyen tatuajes tradicionales, concursos de productos frescos y juegos tradicionales. La Yap Tradition Navigation Society organiza un evento donde los participantes construyen y navegan en canoas tradicionales. El último día, la Oficina de Visitantes de Yap organiza una recepción de bienvenida para honrar a los huéspedes que viajaron a la isla.